# ドリームキャスト
ドリームキャスト（Dreamcast）は、セガ・エンタープライゼス（現: セガ）が発売した家庭用ゲーム機である。一般にはDCやドリキャスの略称で呼ばれる。
ソニー・コンピュータエンタテインメント（現: ソニー・インタラクティブエンタテインメント）のPlayStation (PS) に劣勢を強いられていたセガサターンの次世代機として社運を賭けて開発され、1998年（平成10年）11月27日に日本国内で第6世代ゲーム機の先陣として発売された。
さまざまな要因から、2001年（平成13年）1月にセガはドリームキャストを含む家庭用ゲーム機ハードウェアの製造とプラットフォームビジネスからの撤退を表明。ドリームキャストは事実上セガ最後のゲームプラットフォームとなった。
2018年（平成30年）6月5日には20周年記念ポータルサイトが開設された。

## 歴史
1996年頃から開発が行われ、1997年に日本経済新聞が次世代機を開発している旨をスクープし、日立製作所のSH-4がセガの次世代ゲーム機に搭載される旨も報じられ、セガサターン後継機の存在が明らかとなった。11月には会長の大川功がマイクロソフトと開発中である旨のコメントを出した。
1998年5月21日の朝刊でティーザー広告が掲載された当日午後に「ドリームキャスト」の正式発表が行われた。広告戦略においてハードとメーカーの知名度が共に急上昇し、「売りに出せば売れる」という人気を博したかに見えた。しかし、本体発売前から肝心の供給体制が整わないという懸案事項が生じていた。英・VideoLogic（後のen:Imagination Technologies）社と日本電気半導体部門（後のルネサスエレクトロニクス）が共同開発したグラフィックスチップPowerVR2の開発が予定よりも遅れたことが発端となり、ソフトウェアの開発に遅れが生じ始めた。さらにチップの歩留まりが向上せず、十分な量を確保できなかったことが致命的だった。
この事から出荷台数が予定数を大きく下回り、発売日を当初予定の11月20日から27日に一週間延期し、初回出荷量の大幅減、予約キャンペーンも急遽取りやめといった「売りたくても売りに出せない」事態となった。湯川専務の宣伝効果もあってか初回出荷分は即日完売となったものの、PowerVR2の開発の遅れがもたらしたソフト不足が最後まで足を引っ張り、さらにPowerVR2の歩留まりが向上しない事には、増産によるシェア拡大も望めない状況にあった。
この影響を理由として、発売からわずか15日後の1998年12月10日付けで湯川英一（専務執行役員）を常務執行役員へ降格させる人事を発表し、以後、「湯川元専務」の名でCMやマスコミに出ることになる（翌年、卸子会社セガ・ミューズ会長に就任）。
販売台数のテコ入れ策として、1999年3月20日から4月11日にかけてインターネット通信機能での応募者から抽選1万名に現金1万円（総額1億円）をプレゼントする『湯川元専務のお宝さがし』キャンペーンを実施した。
大川功は1999年頃にXbox開発の話を聞きつけ、ドリームキャストのソフトウェア開発に携わったマイクロソフト本社のビル・ゲイツ社長（当時）相手に、中裕司や鈴木裕といったセガのスタークリエイターや西和彦を引き連れて何度も直談判し、「セガのタイトル資産を提供するからドリームキャストの互換性をXboxで実現させてくれ」とドリームキャストの道筋を作ろうとした。だが、ドリームキャストはインターネット環境を有するのに対し、Xboxはインターネット環境を考えておらず結局破談となった。ただし、Xboxはwebブラウジングには対応しないものの、Xbox Liveにてインターネットを利用したオンラインサービスは実施している。
1999年6月1日に開催した事業発表会「SEGA New Challenge Conference '99」席上で、6月24日から定価を2万9800円から1万9900円へ値下げすることを発表したが、値下げ相応の機械部品のコストダウンは図られていないため、1台売るごとに1万円の赤字となった。
2000年3月にアメリカの半導体メーカーラムバス社が、日立（後のルネサスエレクトロニクス）製のSDRAM・SuperHなどが特許を侵害しているとして、それを搭載した本機の米国輸入差し止めの仮処分をアメリカ国際貿易委員会へ申請する騒動が発生し、海外販売が危ぶまれたが、日立がラムバス社と和解したことでセガには影響が及ばなかった。6月には入交昭一郎代表取締役社長が同副社長に降格、秋元康が社外取締役を退任、大川功会長が代表取締役社長を兼務した。
撤退への最終的な決断がされたのは2000年の年末商戦の結果を踏まえた上であり、北米では『NBA2K1』『NFL2K1』というミリオンセラーが期待出来るタイトルとの本体同梱版がリリースされたが、勢いを取り戻す事は出来なかった。
2001年1月23日午前に時事通信社などの報道でセガがPlayStation 2へのゲームソフト供給とドリームキャストの生産中止がリークされ、同日のセガ株価は一時ストップ高となる。翌24日には日本経済新聞朝刊でも一面記事で後追いされ、セガは同月25日に報道の内容を一部認めるコメントを出したことで、セガおよびCSKの株価は乱高下した。
そして1月31日の15時過ぎ（株式市場終了後）にパレスホテルで「構造改革プラン説明会」と題した記者会見を開き、役員同席（大川会長兼社長は欠席）のうえで香山哲特別顧問兼最高執行責任者が家庭用ゲーム機事業から撤退を正式発表する。コンシューマ向けゲーム事業についてはPlayStation 2やニンテンドー ゲームキューブ・ゲームボーイアドバンス、Xboxなど他社プラットフォームへのソフト供給へ転換することにした。
これに伴い本体200万台の不良在庫整理損（棚卸資産等処分損）や海外販売子会社の清算などが発生し、セガの2001年3月期連結決算で約811億円という当時のゲームメーカーでは最大規模の特別損失を計上する。それまでもドリームキャストの立ち上げと売上不振から、1998年3月期では1988年4月の株式上場以降では初の赤字決算となってしまい、以降2000年3月期までの3期連続で約350 - 430億円の連結純損失を計上した。
同月末には全世界で売れ残った本機の在庫200万台を日本では9900円という投げ売り状態の破格の定価に改定した。再値下げによって日本市場では売れ行きが好調となったが、2002年前半には一度も優位に立つことはなかった。
本体そのものは市場撤退後も直販のドリームキャストダイレクト（後のセガダイレクト）上で新品販売が継続され続け、国内流通品の在庫が尽きた2002年6月頃から海外市場版の本体を日本版のパッケージに巻き直したリアセンブル版の出荷を開始した。リアセンブル版の在庫が無くなった2004年からは修理品の部品を再組立した再生品（リファビッシュ品）の販売が開始された。これにより在庫に余裕が生じた事から、一部の新作ソフトが発売される度にソフトとポスターなどをセットにした限定版がセガダイレクト上で発売された。
2007年にこのドリームキャストを最後にセガは家庭用ゲーム機の製造・販売事業から撤退し、家庭用ゲーム市場においては他社のゲーム機向けソフトの開発と販売に専念することとなる。

## ハードウェア
日立製作所（後のルネサス エレクトロニクス）が新開発したCPU・SH-4と、英・VideoLogic（後のen:Imagination Technologies）社と日本電気半導体部門（後のルネサス エレクトロニクス）の共同開発によるグラフィック描画エンジンPowerVR2を採用した。これは前世代機であるセガサターンが映像処理用のチップが2基搭載された特異な設計となったため製造コストが高くなった事の反省を踏まえたこと、リスクは高いが国内での製造・調達がしやすいこと、競合製品の初代PlayStationを研究した結果が反映されている。なお家庭用ゲーム機としては初めて法線マッピング専用のハードウェアを備えていた。マーケティング上の理由から、雑誌媒体などで行われた「128bitのゲーム機」というアピールは、SH-4内蔵のベクトル型浮動小数点演算ユニットが32ビット浮動小数点演算を4本同時に行えるため、「32bit×4=128bit」相当ということで、CPUが1命令で扱えるデータのビット長が128bitというわけではない。
OSはセガがマイクロソフト本社およびマイクロソフト日本法人と共同開発したWindows CEのカスタマイズ版を選択することが可能で、DirectXや通信機能に対応している。開発ツールもWindowsベースの物も用意されていた。しかし、メモリ使用効率のオーバーヘッドなどが大きかったため、実際には多くの開発会社は Windows CEを選択せずセガの用意した内製の専用のOSを使用していた。SEGA製の3Dグラフィック用のライブラリの名称は「Ninjaライブラリ」であった。ディスクドライブ関連のライブラリは「サルサ」と呼ばれていた。WinCEやDirectXとの関連が言及されたのは、社内事情に詳しいものからは宣伝効果を狙ったためだと言われていて、性能も使い勝手のよさもSEGA製のライブラリの方が上だと言われていた。
名称
開発中のコードネームは「KATANA」。名前の由来として、刀ではなく「勝たなアカン。」というハード戦争の勝利への願いから来ているというのが定説となっており、セガもこれは誤りではないとしているが、実際は当時開発されていた開発機2台のうち片方がコードネーム「ブラックベルト」、つまり黒帯であり、その黒帯を斬って勝つという意味を込めた物である。
「ドリームキャスト」の名称は候補を募り絞っていったもので特定の命名者はいない。dream（夢）をbroadcast（広く伝える）という願いを込めた造語である。
筐体
外見はセガサターンと比べて重箱のような正方形に近いアスペクト比で小型・軽量となっている。本体カラーはホワイトのみであるが、後に限定仕様でカラーバリエーションが展開された。
ドア左側に電源ボタン、右側にオープンボタンがついており電源が入ると中心の三角形の部分がオレンジ色に光る。背面に1か所、底面に3か所、排熱用の通気口があり、右側にファンを備えた排熱口が設けられている。リセットボタンはついていないが後述のコントローラによるソフトウェアリセットで可能となる（#コントローラの章を参照）。
光学ドライブ
ディスクドライブはトップローディング式。
ロゴ
ドア（トレイ）部分に「シンボルマーク（渦巻きとDreamcastのロゴタイプ）」がある。この渦巻きの色は日本、北米、アジア地域ではドリームオレンジと呼ばれるオレンジ色、欧州などコンポジット信号にPALを採用している地域では青色が使われている。本来ならばすべてドリームオレンジで統一したかったが、欧州で近似した色とデザインのロゴの会社があったため、欧州は青色になった。本体真正面中心に「SEGA」、その右側には「Windows CE」のロゴがそれぞれプリントされている。
端子
コントローラポートを4個装備し、コントローラーや周辺機器の同時接続が可能である。ただし、ポートを分配するマルチタップは存在せず、最大接続台数は4台までとなる。
背面にはAC電源端子・映像出力端子・シリアル端子と、本体出荷時にはモデムが装着されているエクステンションポートがある。
エクステンションポートに接続できる機器として、モデム・ブロードバンドアダプターの他に2001年（平成13年）発売の「ドリームキャスト・カラオケ」と、開発中止となったアイオメガのZipドライブの存在が確認されており、この2つは同社のメガCD及び、任天堂のサテラビューや64DDと同じく本体の下に置き重ねて接続する形態となっていた。
対応したゲームに限られるものの周辺機器の「VGAボックス」を使用してパソコン用のディスプレイやテレビのVGA端子に接続し、VGA・31kHz出力のVGA解像度画面でゲームを遊ぶことができた。また、この「VGAボックス」はAV端子とS端子に接続する機能も搭載されており、スイッチによりVGA端子かAV端子の出力に切り替えることができた。
今までのセガのゲーム機とは異なり、本体性能を底上げする拡張機器（メガドライブのメガCDやスーパー32X、セガサターンの拡張〈4MB〉RAMカートリッジ、他社製品ではNINTENDO64の拡張パック等）は一切発売されなかった。

### GD-ROM
ソフトウエア供給媒体としてヤマハと共同開発した光ディスクであり、倍密CD-ROMとしての機能と同等形状で1GBの容量を持つ。その他でGD-ROMを再生する機器はアーケードゲーム媒体以外ではほとんど存在せず、事実上ドリームキャスト用ゲームソフト専用規格のディスクとなった。
ドリームキャストソフトの2トラック部分はCD-DAフォーマットになっており、通常は「これはドリームキャスト用のゲームディスクです。1トラック目にゲームのデーターが入っていますので、再生しないでください。」という女声アナウンスが収録されており（ソフトによってはキャラクターのトークやBGMに差し替わっているなどお遊び要素がある）、ドリームキャスト以外の機器で2トラック以外のデータ領域を再生すると機器破損の恐れがある。また、機器によってはCD-DAと認識せず再生できない場合もある。

### MIL-CD
生産当初のドリームキャストには、MIL-CD（ミルシーディー）再生機能が搭載されていた。MIL-CDとは「見るCD」の意味で、メディアは通常のCDプレーヤーでは音楽CDとして再生できるほか、ドリームキャストで再生した場合には独自のコンテンツを視聴できるというものである。しかし、MIL-CD対応メディア製品の発売は数種類にとどまった。
MIL-CDの実装原理はCD EXTRAと同一で、マルチセッションディスクとなっており、1番目のセッションに音楽が、2番目のセッションにデータが入っている。ドリームキャストは、この2番目のセッションを読み取って独自のコンテンツを実現した。
一方で日本国外のユーザーを中心にMIL-CD機能を利用して自作ソフトを動作させる試みが存在した。自作ソフトにはDivXプレーヤーや様々なゲームエミュレーターなどがあった。多数の非ライセンスの商業ベースやいわゆる同人レベルの作品が開発・発表され、セガ側の思惑とは別にコアユーザーには浸透していた。

### コントローラ
附属の標準コントローラは、上部に2つの拡張スロットを装備しているのが特徴。拡張スロットの上段はビジュアルメモリの装着を前提に、ビジュアルメモリの画面を見えるように四角く窓が空いている。拡張パックは、振動パックやマイクの他、将来はGセンサーデバイス、ライトガンなど、操作入力を行う拡張パックの装着が見込まれていた。その場合、ケーブルが前から出ていると邪魔になって操作性を損なうため、ケーブルは後ろ側から出ている。コントローラ背面に用意されているスリット（凹部）にケーブルをはさみ込むことで、擬似的にコントローラ上側からケーブルが出ているようにすることもできる。
アナログ方向キー（アナログスティック）と、アナログL/Rトリガー（一般的なLRボタンとは異なり、比較的ストロークが深く、押し込み具合で入力が異なる）、方向キー、X・Y・A・Bの4個の丸型のボタンと、三角形のスタートボタンが採用されている。方向キーは任天堂が実用新案権を取得し、任天堂のゲーム機に搭載している「十字キー」と外観が酷似しているが、任天堂の実用新案権は形状によるものではなく内部構造についてのものである。当コントローラは内部構造が異なっているため、任天堂の実用新案には抵触しないと思われる。ちなみに、任天堂の十字キーにおける実用新案権自体も本機発売の4年前にあたる1994年（平成6年）に消滅している。
なお、初期型はトリガーの支点部にスリットが入っていて耐久力が低く、破損による故障が多発した。そのため、トリガーにスリットが無く方向キーを少し高めにセットした後期型が生産され、セガのカスタマーサポートは修理に出された初期型を不良品として後期型に無償交換していた。
また、本体にはリセットボタンが搭載されていないため、ゲームの強制リセットはXYAB同時押し+スタートボタンで行う。

#### 拡張スロット
拡張スロットには液晶表示付メモリーカード「ビジュアルメモリ」、振動パック「ぷるぷるぱっく」、音声入力機器「マイクデバイス」、デジタルカメラ「ドリームアイ」などが装着できる。
これらの組み合わせで、ビジュアルメモリの液晶画面にキャラクターを表示させながら、ぷるぷるぱっくで振動させるなどの表現ができた。反面、接続された各種デバイスによるコントローラ経由の消費電力が増えた。
当初は画面に向かってダイレクトに座標指示するライトガンの機能を追加する「ポインティングデバイス」、コントローラ自体の動きを検出して操作を行う「Gセンサーデバイス」も企画されていたが、発売はされていない。ケーブルが後ろ側から出ているのには、そのときに操作しやすいように、という意図もあった。

### インターネット

#### モデム
インターネット通信用のアナログモデムを標準搭載する。最高通信速度は日本国内向け純正品の場合33.6Kbpsで、本体からの着脱が可能だった。2000年（平成12年）7月に100BASE-T（ソフト側では10BASE-Tとしか使われなかった）LANアダプタ・「ブロードバンドアダプタ」が通販専売品ながら発売された。なお、モデムを標準搭載した家庭用ゲーム機は1996年（平成8年）3月にバンダイから発売されたピピンアットマークに次いで本製品が2番目である。
インターネットモデムにより本格的なインターネット対戦ゲームが楽しめるほか、ACCESSのNetFrontをベースとしたウェブブラウザ「ドリームパスポート」を本体に同梱したことでWebサイトの閲覧も可能で、次世代のマルチメディア機として優秀な性能を備えていた。開発当初はインターネットモデムの搭載には慎重的であった。
インターネット接続にあたっては、本体のモデムに固定電話回線を接続したモジュラーケーブルを接続し、「ドリームパスポート」やオンライン通信対応のタイトルソフトを使用し、アクセスポイントへダイヤルアップ接続することでアクセスできる。
任天堂のランドネットと異なり、既にPCでのインターネット接続用に他のISPを契約していた場合は、その接続アカウントとアクセスポイント番号（接続情報）をドリームパスポートを通じて本体に登録することにより、Webサイトのブラウジングやソフト毎に用意されたオンラインサービスの利用が可能であった。isao.net（旧 : セガプロバイダ）が提供するオンラインサービスの利用にあたっては、会員登録によるアカウントの取得と本体への接続情報登録が必要であるが、既存のISPを使用してのインターネット接続であればisao.netの接続料金は発生しなかった。

#### プロバイダ
ドリームキャスト専用に用意されたISPである「セガプロバイダ」が2000年（平成12年）5月までプロバイダ料金が無料で提供された。セガプロバイダは、回線をぷらら（設立時にセガが出資）やHighway Internet（USENの買収により同社のISP部門）から借りていた。当初はアクセスポイントが大都市圏や県庁所在地などにしかなかったため、その他地域では遠方のアクセスポイントへ接続しなければならず、市外電話料金が高額になることも多かったが、その後アクセスポイントは各地方都市へも拡充されたため、この問題は解消されていった。
セガプロバイダは2000年（平成12年）6月にCSKとセガの共同出資で1999年に設立した株式会社ISAOへ承継・譲渡し、サービスが「isao.net」に変更した（同社創業者である大川功にちなんだものとされる）。プロバイダ料金を接続時間に応じた完全従量制と月額定額制にすると共に、PCユーザーにも開放し、ISPとしてISDNおよびADSLなどのブロードバンド接続サービスを開始。1アカウントでDCとPCを共用することが可能であった。
isao.netはセガによるドリームキャストの展開終了後も独自にDCユーザー向けの接続サービスとコンテンツ（プロバイダ内の電子メールなど）の提供を継続すると共に、ポータルサイトにおいてもゲーム情報の掲載や電子掲示板の提供などを通じてゲーマーに適したISPとして運営してきたが、2008年（平成20年）9月にフリービット傘下のDTIへ事業譲渡し、2009年（平成21年）にプロバイダもDTIに統合され消滅した（この時点で接続サービスを契約していたアカウントは解約の申し出を行わなかった場合はDTIへ入会扱い）。
終了に伴い、ドリームパスポートのセガプロバイダ / isao.netの接続情報復旧（isao.netのサーバーに接続し、アカウント情報を本体に登録する）が終了したため、isao.netへの接続は出来なくなり、ソフトによってはオンライン対戦などの際にユーザー識別のため必要となる旧セガプロバイダの接続情報（アカウント）の本体への登録が出来なくなっている。しかし、それ以前にオンライン対戦などネットワークサービスがほぼ打ち切られているため影響は軽微となっている。なお、他のISPでダイヤルアップ接続かブロードバンドルーター等を介してインターネット接続し、一般のWebサイト閲覧することは従来通り可能である。
元の運営会社であるISAOはISP事業と並行してセガ関係のモバイルコンテンツ製作とオンラインゲーム運営関係のソフトウェアベンダーとして事業を行っており、2010年（平成22年）に豊田通商の完全子会社として株式会社ISAO（2代目）が新たに設立され、事業を行っていたが、2019年10月1日に豊田通商から独立。2020年6月1日に株式会社Colorkrewに事業継承・吸収合併され解散した。

#### 接続ソフト

##### ドリームパスポート
ブラウザの役目をする接続ソフトであり、本体にバンドルされている。バージョンアップごとにセガプロバイダおよびisao.netの登録ユーザに無料配布され、最終的に2001年（平成13年）6月リリースの「ドリームパスポートプレミヤ（Dream Passport PREMIERE 英略 : DPP）」となった。また、Hello Kitty ドリームキャストセットに附属の「ドリームパスポート2 『ハローキティ』Ver.」や、ドリームパスポート3をベースにした市販品「『でじこ』のまいブラ」などの各種キャラクターを用いたアレンジ版も作られている。
ドリームパスポート3とDPPには、ドリームキャスト上でメガドライブとPCエンジンのゲームをダウンロード配信する「ドリームライブラリ（2003年終了）」と、専用マイクやドリームアイを介してインターネット電話（固定電話含む）が可能な「DreamCall（DPPのみ、2003年〈平成15年〉1月14日終了）」を利用するための専用アプリケーションがバンドルされている。いずれも仮想通貨である「ドリム」を使用するものであった。
なお、前述のブロードバンドアダプタには専用の「ブロードバンドパスポート（Broadband Passport）」が附属し、ブロードバンド接続では当時のドリームパスポート2の代わりにこれを使用する必要があったが、ドリームパスポートプレミヤではブロードバンド接続にも対応している。これによって、ブロードバンドアダプタを装着していながら接続情報復旧のためにのみモデムに付け替えてドリームパスポートを使用しなければならない、といった手間から解放された。なお、DPP以前のドリームパスポートはSSLのアップデートに対応していないため、現在はSSLでの接続が必要なサイトは閲覧不可能である。

##### NEWEB
1999年（平成11年）2月15日から、トヨタ自動車がセガ及びCSKと提携のうえで、同社の系列販売店で発売したドリームキャストの附属CD-ROMは、トヨタ関連サイトへのリンク集やKDD（後のKDDI）の運営するISP「NEWEB」への優先接続など、通常と異なる内容になっていた。

##### マイクロソフト ウェブティービー接続キット
セガプロバイダやドリームパスポートとは別に、1999年前半にマイクロソフトとウェブティービーネットワークスによって開発されたWebTVをベースにしたインターネット閲覧ソフト「マイクロソフト ウェブティービー接続キット」が希望者のみに配布された。「ドリームパスポート」との互換性はないが、1999年12月頃にドリームパスポートよりも早く接続キットのブラウザがSSL128bit対応にアップグレードされ、東京三菱銀行（当時）のインターネットバンキングである「東京三菱ダイレクト（後の三菱東京UFJダイレクト）」のWeb TV版に正式対応していた。

### 仕様

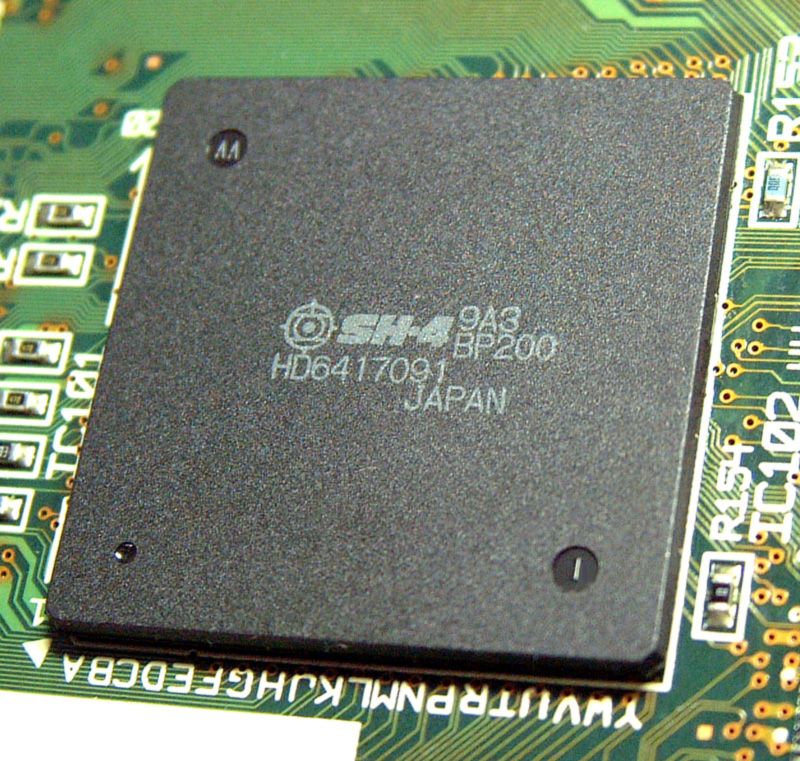
Dreamcast用SH-4 HD6417091
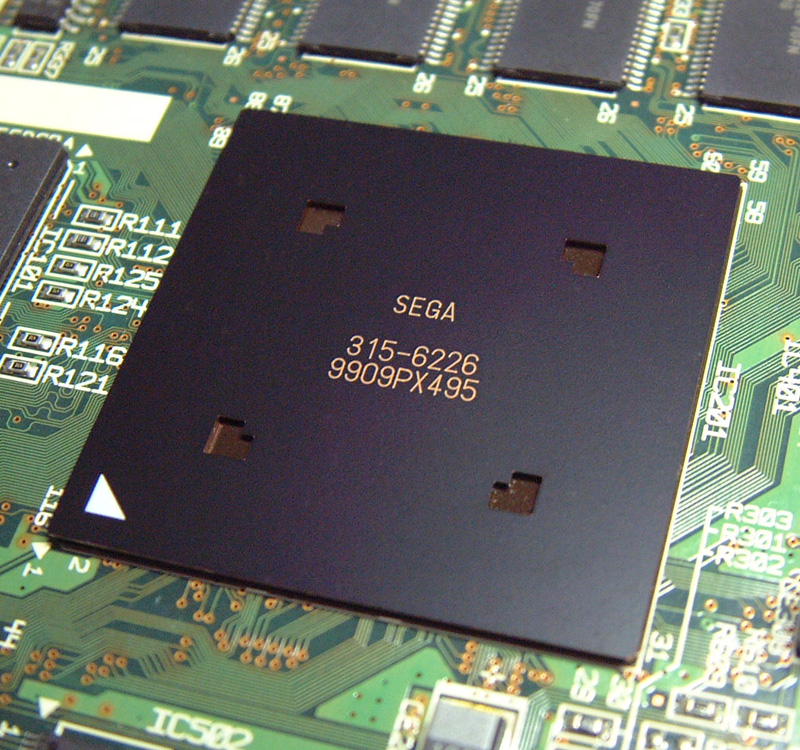
Dreamcast用PowerVR2 315-6226（他の形番のものもある）
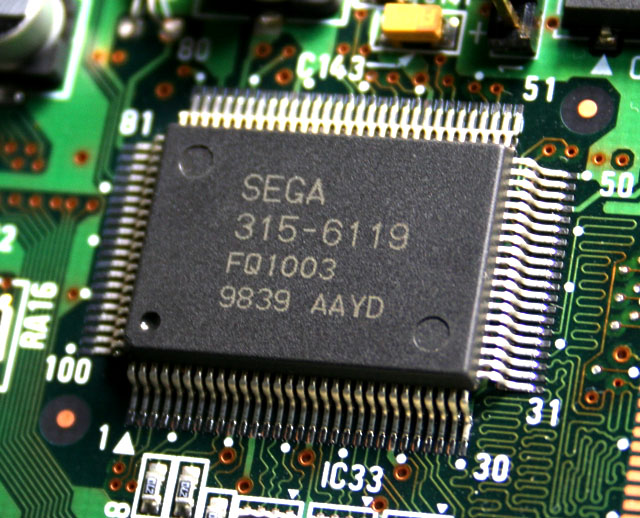
Dreamcast用サウンドプロセッサ 315-6119（他の形番のものもある）

- CPU : SH-4（200MHz/360MIPS）
  - 浮動小数点演算能力 : 1.4GFLOPS
- RAM : 16MB
- VRAM : 8MB
  - グラフィックスエンジン : PowerVR2
- ポリゴン描画能力 :
  - 300万ポリゴン/s
- 同時表示色数 : 1677万色同時表示（24bit）
  - バンプマッピング（法線マッピング）
  - フォグ
  - アルファブレンディング
  - アンチエイリアシング
  - トライリニアフィルタリング
  - 環境マッピング
  - 反射光エフェクト
  - Zバッファ
  - フラットシェーディング/グーローシェーディング
- サウンドRAM : 2MB
  - サウンドエンジン : YAMAHA スーパー・インテリジェント・サウンド・プロセッサ、32bit RISC CPU（ARM7 AICA 45 MHz）内蔵
  - サウンド機能 : ADPCM 64ch
- ジョイパッド接続端子4個、パッド1個付属
- GD-ROMドライブ 1基（最大12倍速）
- モデム : V.34（33600bps）、V.42 MNP5までフルサポート（ブロードバンドアダプタなどへの付け替えが可能なリムーバブル方式）
- OS : Windows CE（カスタムバージョン） - 内蔵システムソフトおよび対応ソフトで使用。ソフトがWindows CEを利用するかどうかはデベロッパー次第であり、利用ソフトの場合、SEGAと表示される起動画面の右下に「Powered by Microsoft Windows CE」ロゴが表示される。
- シリアル端子 1個（対戦ケーブル・ネオジオポケット等の接続に使用。また、自己責任ではあるがコネクタ自身やケーブルを改造することによりPCとも接続可能）
- 寸法：幅190mm×奥行き195.8mm×高さ75.5mm
- 重量：1.5kg

## 本体
PSE問題の影響により中古品市場での本体の入手はかなり困難となることも懸念されたが、2006年4月以降も中古店でPSEマークつきで販売されている。セガによる本体ならびに本体付属周辺部品の有償修理は、佐倉事業所CSサービスセンター並びに関西支店CSサービスセンターで受け付けていたが、2002年11月1日を以て関西支店CSサービスセンターは佐倉事業所CSサービスセンターに統合され、2007年9月28日佐倉事業所CSサービスセンター到着受付分を以て終了した。
ドリームキャストダイレクト専売カスタムドリームキャスト
MIL-CD非対応。2002年4月発売。

### カラーバリエーション
ドリームキャストダイレクト専売スーパーブラックモデル
2000年8月発売。
ドリームキャストダイレクト専売カラーモデル
2001年3月発売。シルバーメタリック、パールブルー、パールピンクの3色を発売。MIL-CD非対応。1万4000円。
ドリームキャストR7
2001年9月6日発売。パチンコ店向けの端末として販売されていたものと同じ外観のモデル。黒地にR-7（風俗営業等の規制及び業務の適正化等に関する法律における7号営業を表すRegulation 7の略）と書かれている。

### 限定品
トヨタ系列店専売モデル
1999年2月発売。
シーマンモデル
『シーマン』のロゴが入ったスケルトンモデル。シーマンのソフト、マイクデバイス、サウンドトラックCDなどを同梱。500台限定。1999年7月発売。
マジョーラカラーモデル
『MAZIORA』のロゴが入った限定版。平忠彦プロデュース。塗色にアンドロメダを使用し、見る角度や光の当たり方で色が変化する。本体、コントローラーに加え、ストラップを同梱。500台限定。1999年8月発売。
Hello Kitty ドリームキャストセット
『ハローキティ』のロゴが入ったスケルトンモデル。色はスケルトンピンクとスケルトンブルーの2種類。本体、コントローラーに加えて同色のビジュアルメモリ、キーボードを同梱するほか、「ハローキティのインターネットソフト」が付属する。1999年11月発売。
モデル；シーマン クリスマスパッケージ
『シーマン』のロゴが入ったクリスマス仕様の限定版。色はミレニアム・レッド。特別仕様ビジュアルメモリ、シーマンのソフト、プレミアム音楽CDを同梱。850台限定、HMVのみで販売された。1999年12月発売。
バイオハザード CODE:Veronica リミテッドボックス
レッドスケルトン（クレアバージョン）、ブルースケルトン（S.T.A.R.S.バージョン）の2種類で、それぞれ1800台、200台限定。特別仕様ビジュアルメモリ、ベロニカ初回限定版ソフト同梱。2000年2月発売。
サクラ大戦 Dreamcast for Internet
『サクラ大戦シリーズ』のタイアップモデル。本体一式とビジュアルメモリを桜色のカラー塗装とし、『サクラ大戦』『サクラ大戦2 〜君、死にたもうことなかれ〜』『サクラ大戦キネマトロン』『サクラ大戦ドリームパスポート3』の4ソフト、初回限定版には更に『サクラ大戦3 〜巴里は燃えているか〜』のプロモーションディスクを同梱した。MIL-CD非対応。2000年12月発売。
セガカラ@ホーム
カラオケ用周辺機器「ドリームキャスト・カラオケ」を装着したモデル。MIL-CD非対応。2001年3月発売。
ローソンJリーグオフィシャルチケットショップモデル
『Jリーグオフィシャルチケットショップ』のロゴが入った限定版。カラーは通常。本体、コントローラーにシールが貼られている。1999年4月抽選の非売品で1000台限定。

### 互換機

#### CX-1
2000年5月にフジテレビジョンが企画・発売、株式会社スマートエックスが開発したドリームキャストと互換性のある一体型テレビである。日立マクセルのオンラインショッピングサイト上や一部の店舗で限定販売された。“1970年代から見た2000年のテレビ”というコンセプトで、レトロフューチャーなデザインに仕上がっている。
本機上にはドリームキャストのシンボルマークは一切使われず、CX-1オリジナルのシンボルマークに差し替えられている。内蔵ソフトも独自のGUIとなっている。スケルトンのコントローラ・ビジュアルメモリ・キーボードおよびビジュアルアイとテレビ機能を操作するリモコンが付属している。ドリームキャストと異なり、アナログモデムとMIDIインターフェイス（MIDIインターフェイスケーブル相当）が内蔵されており、着脱することは不可となっている。また、エクステンションポートを構造上備えていないため、ブロードバンドアダプタやドリームキャスト・カラオケの接続も非対応である。
セガ側は対外的にはPRしなかったが、ドリームポイントバンク登録者向けのダイレクトメールでドリームアイと合わせて紹介していた。

#### 欧州（PAL）版

PAL版のロゴ

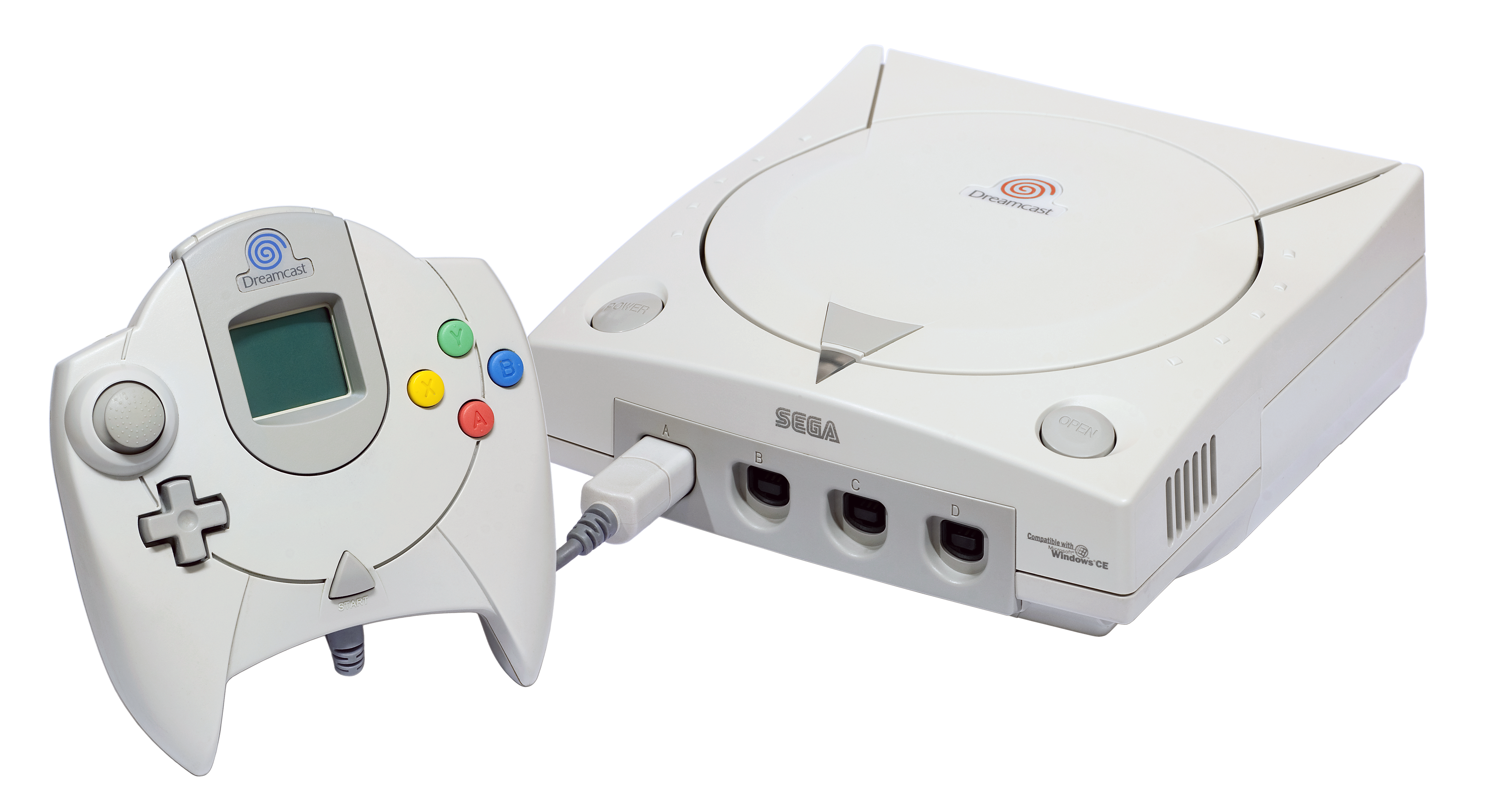
PAL版のドリームキャスト

## 周辺機器

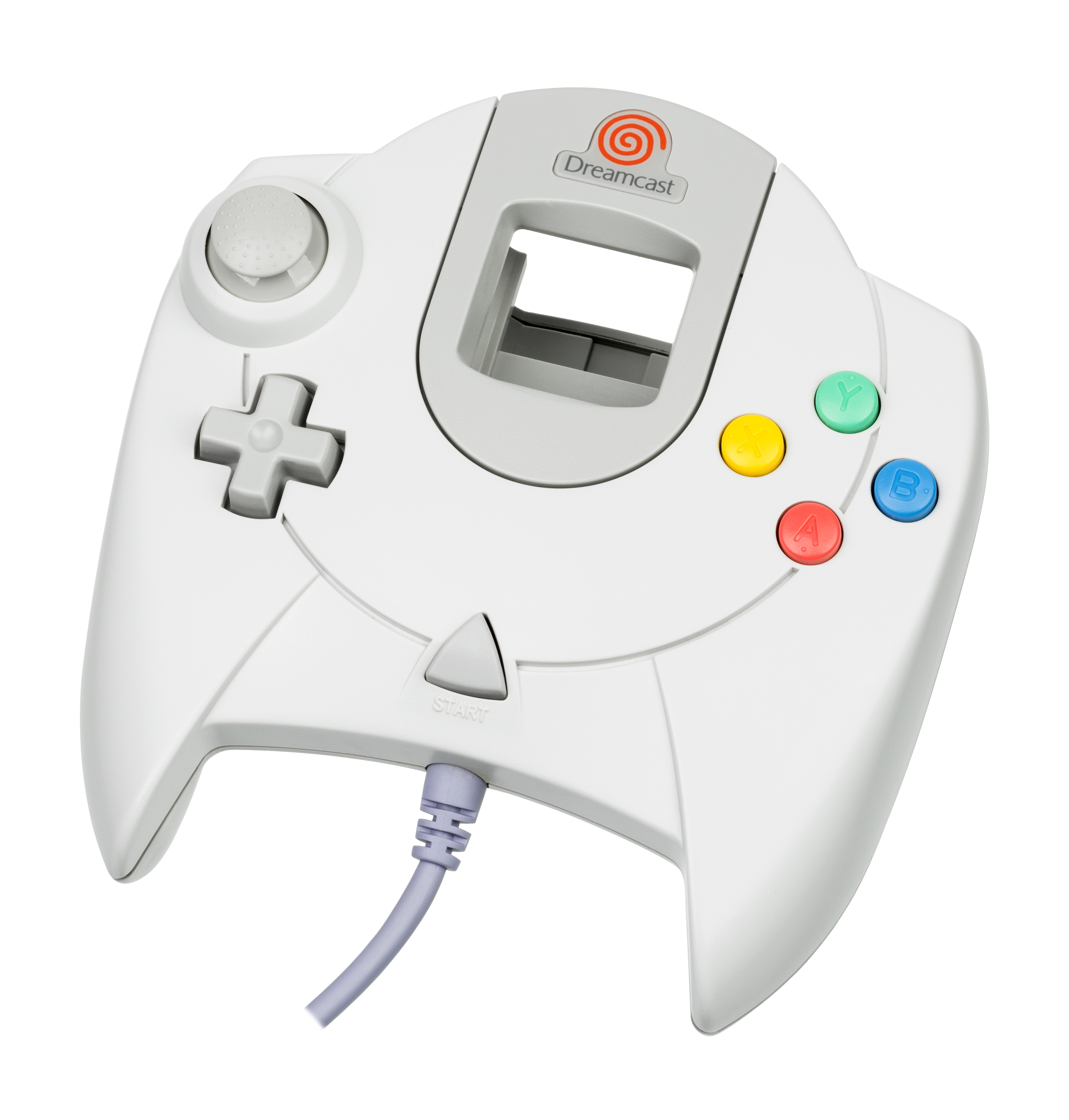
コントロールパッド
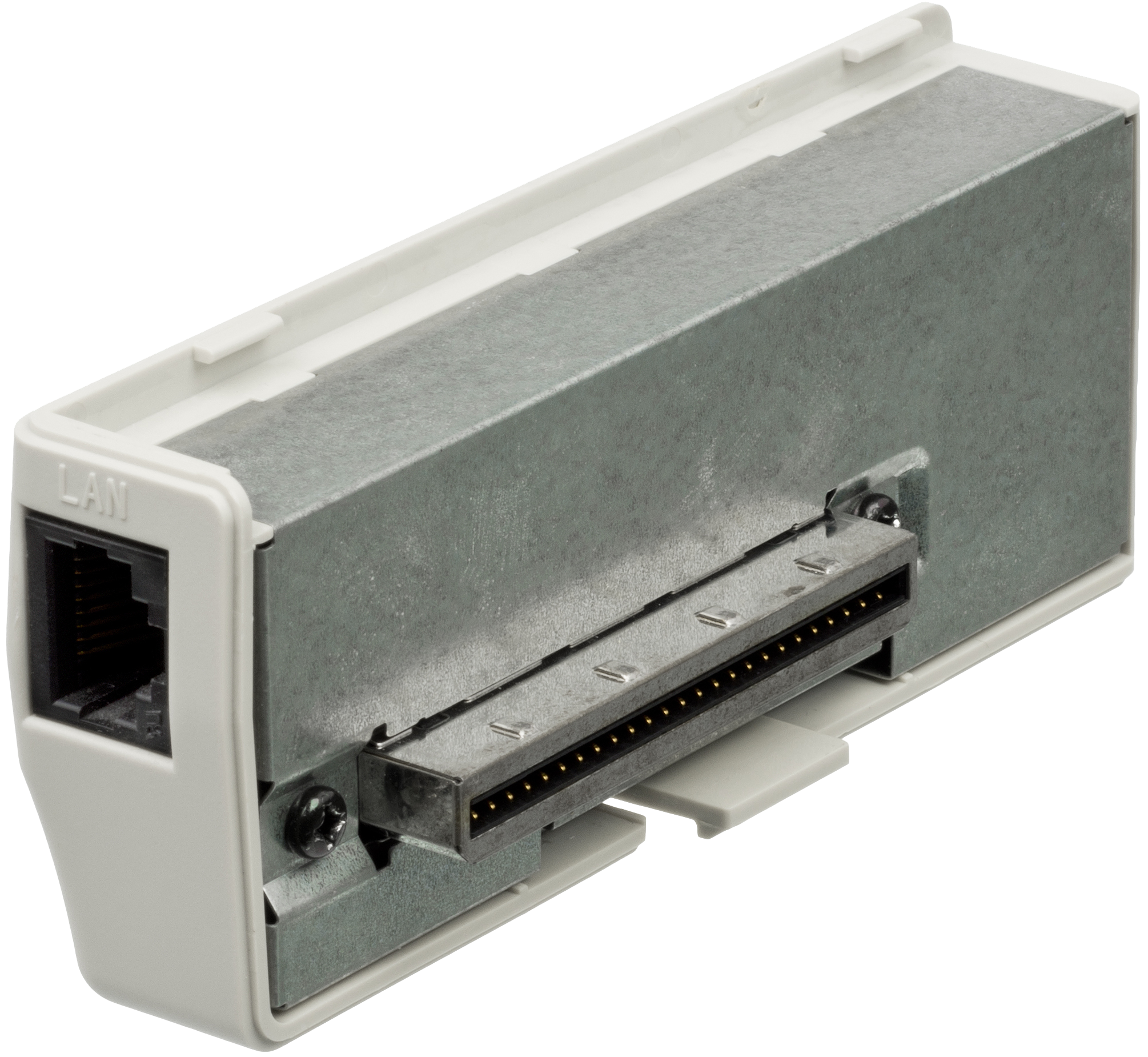
ブロードバンドアダプタ（HIT-0400）
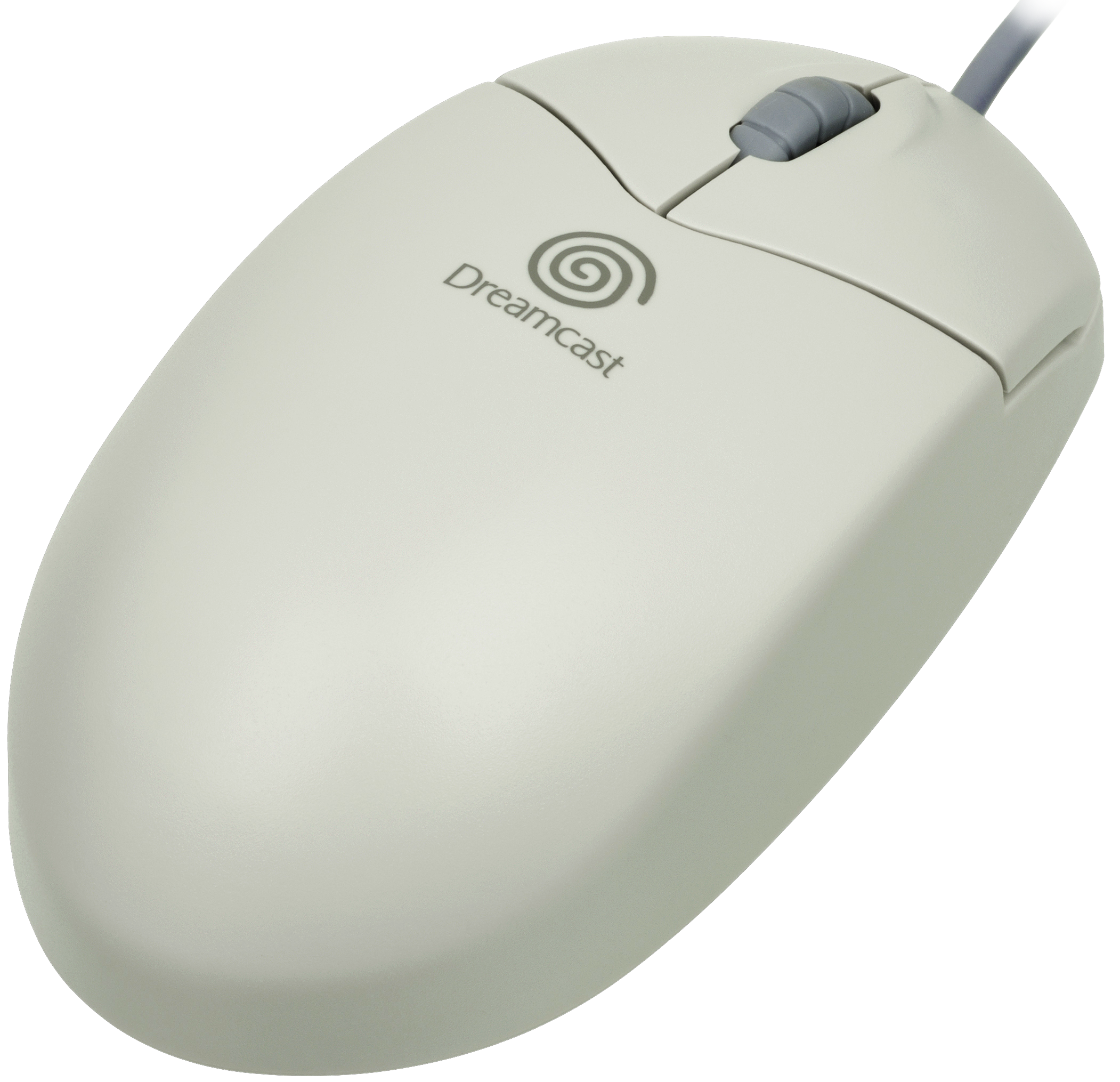
ドリームキャスト・マウス（HKT-4200）
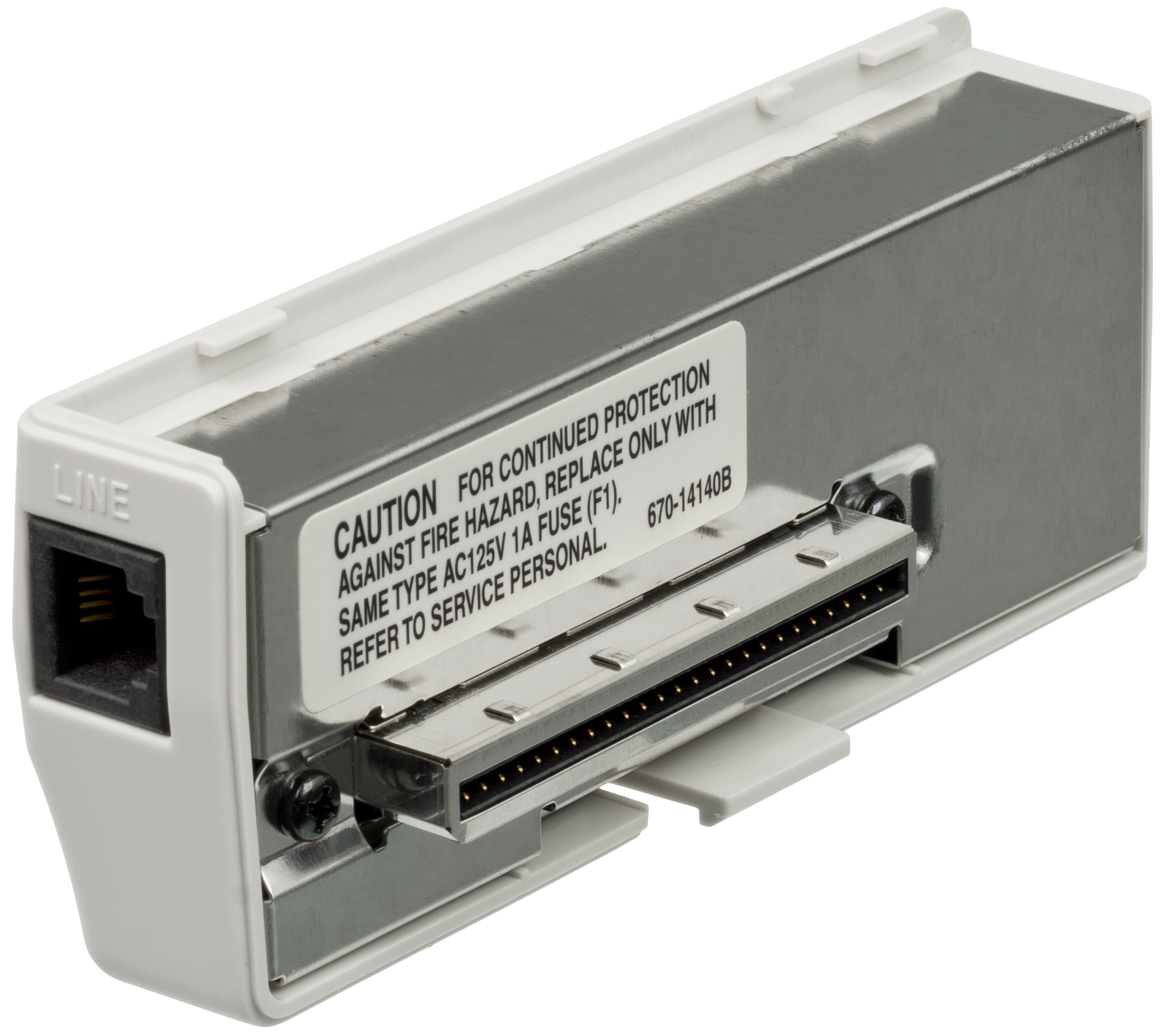
モデムアダプタ（HKT-7100）
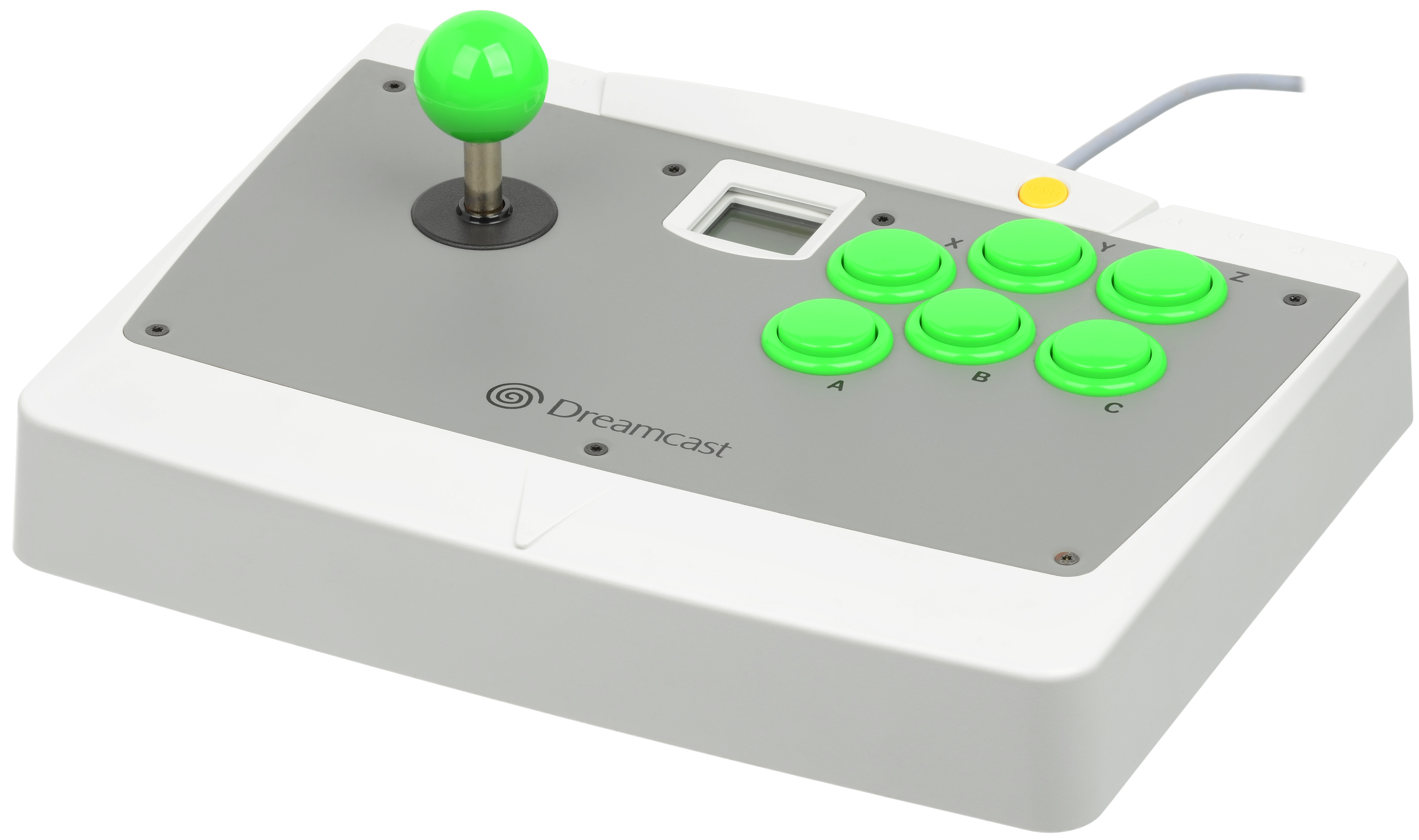
アーケードスティック（HKT-7300）
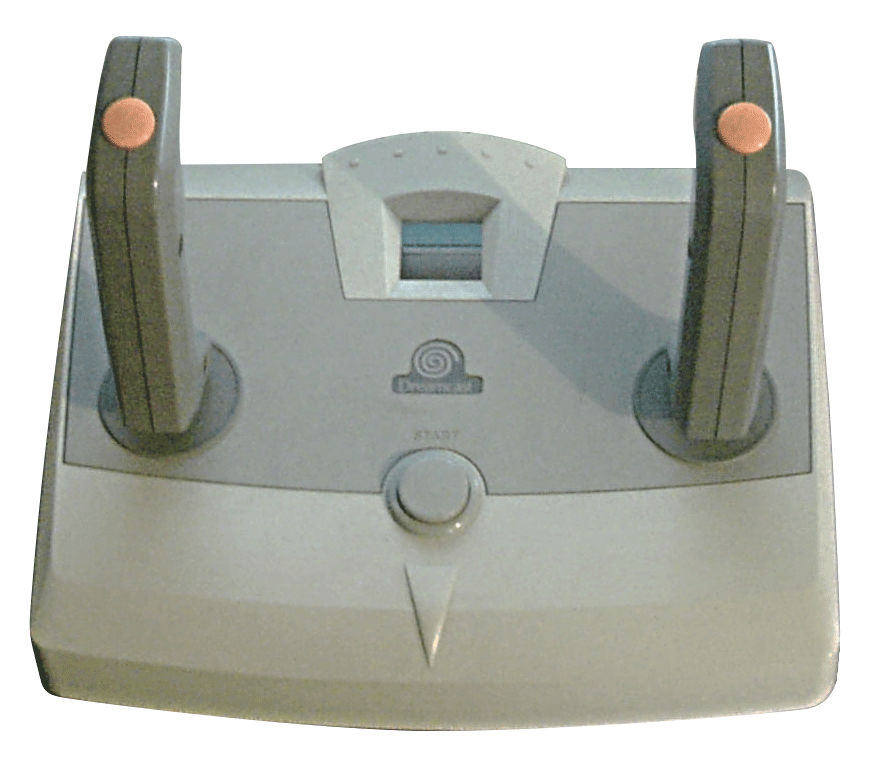
ツインスティック（HKT-7500）
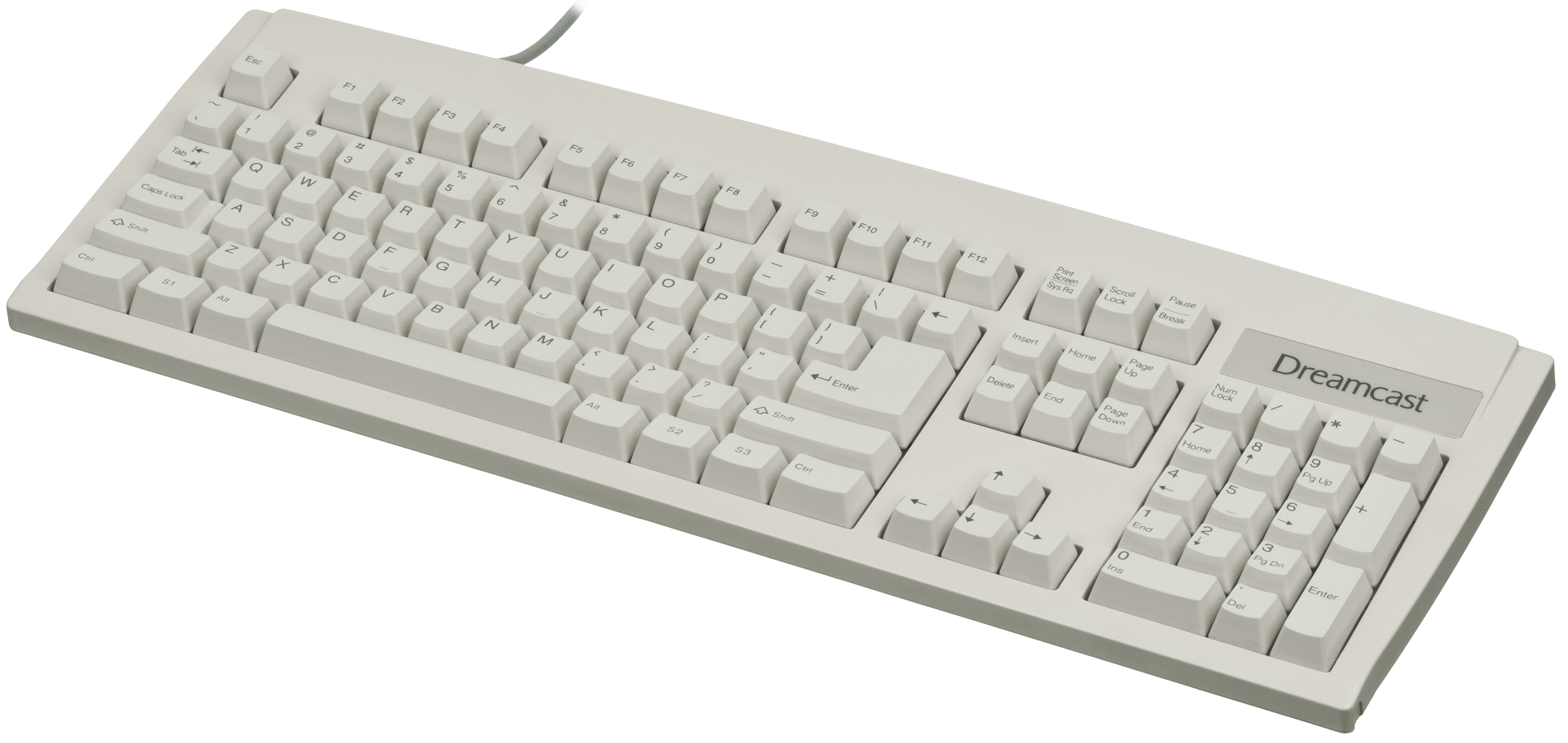
ドリームキャスト・キーボード（HKT-7600）
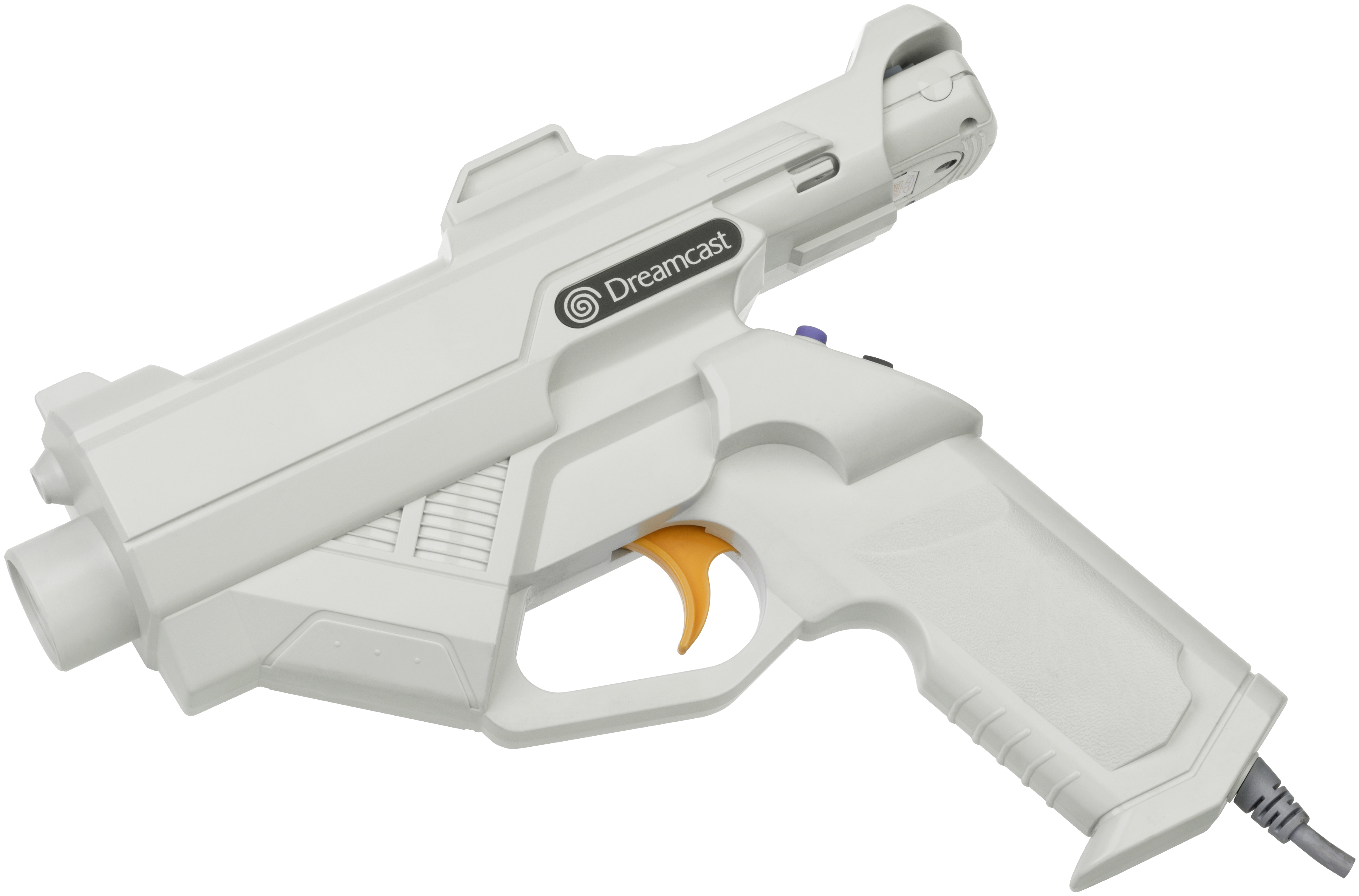
ドリームキャスト・ガン（HKT-7800）
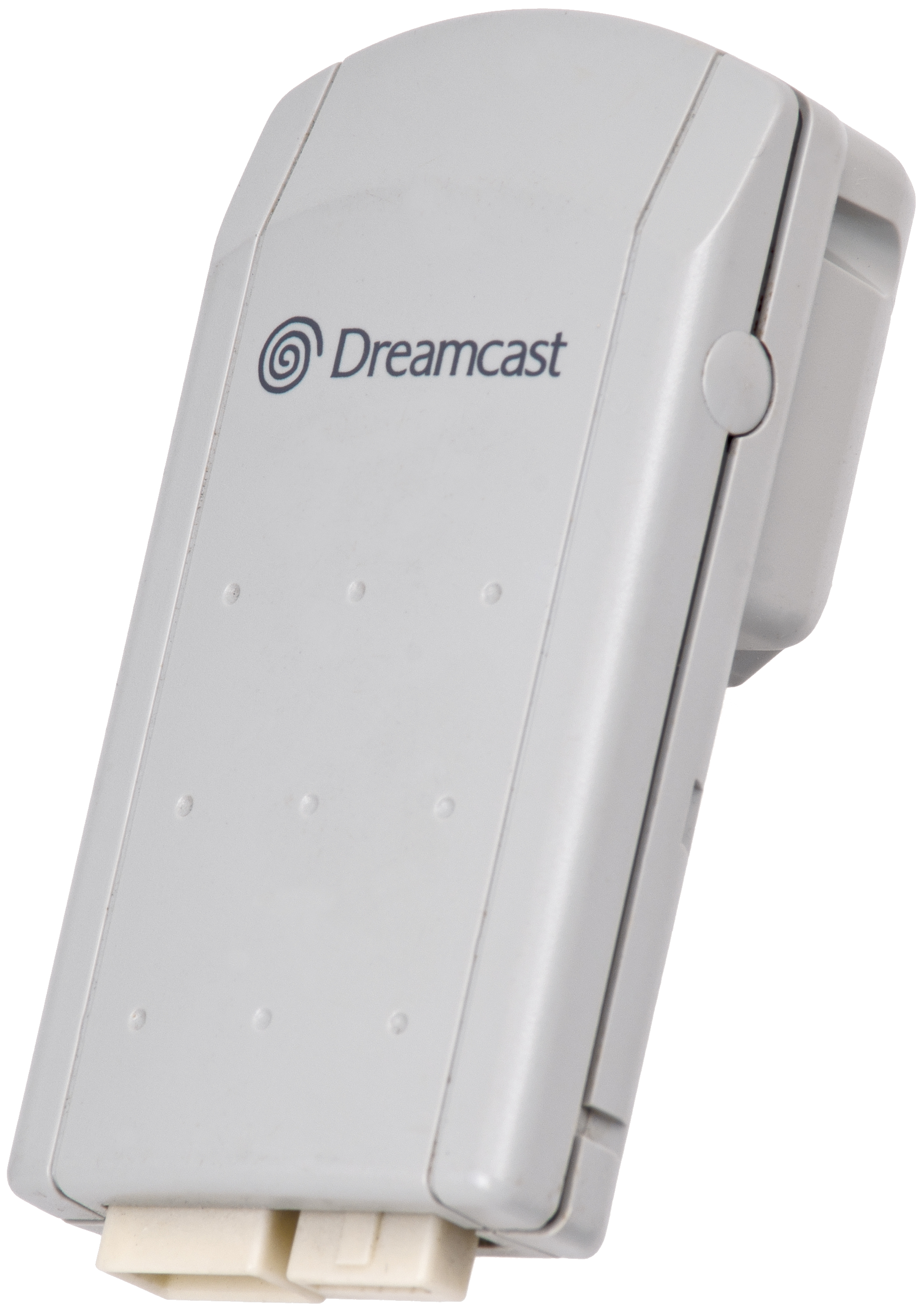
ぷるぷるぱっく（HKT-8600）

### セガ純正
| 型番              | 名称                                   | 備考 | 発売日         |
| ----------------- | -------------------------------------- | --- | -------------- |
| HIT-0300          | LANアダプタ                            | |                |
| HIT-0400          | ブロードバンドアダプタ                 | | 2000年7月      |
| HKT-2000          | インターネットスターターキット         | キーボード・マウス・マウスパッドのセット。 | 2000年9月14日  |
| HKT-4000          | ドリームキャスト・キーボード           | HKT-7600を小型化。 | 2000年         |
| HKT-4100          | メモリーカード4X                       | ビジュアルメモリの4倍の記憶容量を持つ、大容量メモリーカード。保存可能なバンク（領域）は4つある。記憶容量は1Mbit（128KB）200ブロック×4バンクで計4Mbit（512KB）800ブロック。ビジュアルメモリ専用ゲームには使えない。 | 2000年12月14日 |
| HKT-4200          | ドリームキャスト・マウス               | ボール式3ボタンマウス。 |                |
| HKT-4300          | ドリームキャスト・カラオケ             | | 2001年3月29日  |
| HKT-4350          | カラオケマイク                         | | 2001年3月29日  |
| HKT-7000          | ビジュアルメモリ                       | ゲームデータの保存に使用。 |                |
| HKT-7100          | モデムアダプタ                         | |                |
| HKT-7200          | マイクデバイス                         | 『シーマン』などの音声認識を必要とするゲームや、インターネット電話「DreamCall」の利用に必要であった。 | 1999年11月25日 |
| HKT-7300          | アーケードスティック                   | |                |
| HKT-7400          | レーシングコントローラ                 | ステアリングコントローラ | 1999年1月28日  |
| HKT-7500          | ツインスティック                       | 『電脳戦機バーチャロン オラトリオ・タングラム』専用のツインスティック。 | 1999年12月9日  |
| HKT-7600          | ドリームキャスト・キーボード           | |                |
| HKT-7700 HKT-7701 | ドリームキャスト・コントローラ         | 本体に一つ同梱。 |                |
| HKT-7800 HKT-7801 | ドリームキャスト・ガン                 | 拳銃型コントローラー | 1999年3月25日  |
| HKT-7900          | ステレオAVケーブル                     | ドリームキャストの映像と音声をテレビに出力するAV端子ケーブル。本体に一つ同梱。 |                |
| HKT-8000          | S端子ケーブル                          | ドリームキャストの映像と音声をテレビに出力するケーブル。S端子付きのテレビで利用できる。 |                |
| HKT-8100          | VGAボックス                            | 非対応ソフトあり | 1999年1月14日  |
| HKT-8200          | モジュラー延長ケーブル                 | |                |
| HKT-8300          | 音声接続ケーブル                       | 市販のオーディオ用変換ケーブルと同等の商品。 | 1999年1月14日  |
| HKT-8500          | モジュラーケーブル                     | 市販のモジュラーケーブルと同等の商品。 |                |
| HKT-8600          | ぷるぷるぱっく                         | ドリームキャストで振動機能を使うための商品。 | 1999年3月4日   |
| HKT-8700 HKT-8701 | つりコントローラ                       | 釣り竿型コントローラ | 2000年3月22日  |
| HKT-8820          | RFアダプタ                             | RF接続用のケーブル。米国向けモデル |                |
| HKT-8830          | RFアダプタ                             | 上記RFアダプタHKT-8820のヨーロッパ向けモデル |                |
| HKT-9200          | MIDIインターフェイスケーブル           | MIDIコントローラーであり、MIDIデバイスと接続できる。対応ソフトは1999年12月に発売されたワカ製作所の『お・と・い・れ ドリームキャストシーケンサー』のみ。                                                            | 2000年1月      |
| HKT-9400 HKT-9401 | ドリームアイ                           | 専用デジタルカメラ。 | 2000年9月14日  |
| HKT-9500          | 対戦ケーブル                           | のちに中古価格高騰に対応するため、非純正の互換品が販売された。 |                |
| HKT-9700          | ドリームキャスト・マラカスコントローラ | 『サンバDEアミーゴ』シリーズ専用。 | 2000年4月27日  |
| HKT-9900          | ドリームキャスト・マウス               | ボール式3ボタンマウス。小型マウス。 | 2000年8月17日  |

#### ブロードバンドアダプタ
ドリームキャストの販売当時、一般向けインターネットと言えばダイアルアップの時代であり、ISDNやADSLなどのデジタル通信、常時接続は一部企業やインフラに採用されるに留まっていた。しかし、1999年に入るとNTT東西による一般家庭向けのISDNによる常時接続サービスが開始され、また8月にはADSLが試験的ながらも商用サービスを開始されるなど、インターネットの常時接続が急速に普及していった。それに伴いモデムと入れ替える形で接続するLAN接続対応のドリームキャスト用のブロードバンドアダプタ（10Mbps）が2000年7月15日に発売された。
ドリームキャスト本体の製造が終了した後も製造/販売が続けられたが、対応ソフト登場の遅れから流通量は少ないまま、2002年4月の受注を最後に製造が打ち切られた。

#### ドリームキャスト・カラオケ
セガ・ミュージック・ネットワークス（2007年にセガがBMBへ株式売却後、2010年エクシングがBMBを吸収合併）の業務用通信カラオケ・セガカラ（Prologue 21シリーズ）のインフラを転用し、家庭用通信カラオケとして利用できる周辺機器である。ドリームキャスト・カラオケ本体はマイクミキサーの役割をし、カラオケ機能そのものは同梱ソフトの「セガカラ@ドリームキャスト」でソフトウェア処理する（ソフト単体では起動しない）。商品として「ドリームキャスト・カラオケ」単体版とDC本体をセットにした「セガカラ@ホーム」がある。
管理楽曲の演奏不可・MIDI音源が脆弱という弱点はあるが、新譜もPrologue 21とほぼ同じタイミングで配信され、タイトーのX-55よりもコストが廉価（ドリームキャスト・カラオケの本体希望小売価格9800円、利用料金は1日500ドリム、30日間2000ドリム）であった。発売時期が事業撤退表明後の2001年3月29日であったが、5年後の2006年3月29日までサービス提供が継続された。ブロードバンドアダプタ対応。

#### ドリームアイ
本体をコントローラー端子に接続し、付属ソフト「ビジュアルパーク」を使用することで、本体に記録した写真データをフォトレタッチして電子メールとして送信したり、付属のヘッドセットを拡張スロットに接続すれば、同じ機器環境をもった相手方とコマ送りの簡易動画ながらテレビ電話をインターネット経由（まちあわせ通信）もしくはモデムの回線交換接続（P2P）で行うことができる。希望小売価格が1万4400円とDC本体に迫る高価格であったためか余り普及しなかった。2003年1月にまちあわせ通信によるテレビ電話接続が終了している（相手方の一般加入電話回線に接続したビジュアルパークを呼び出す回線交換接続方式であれば現役で利用可能）。

### 他社発売（ライセンス商品）

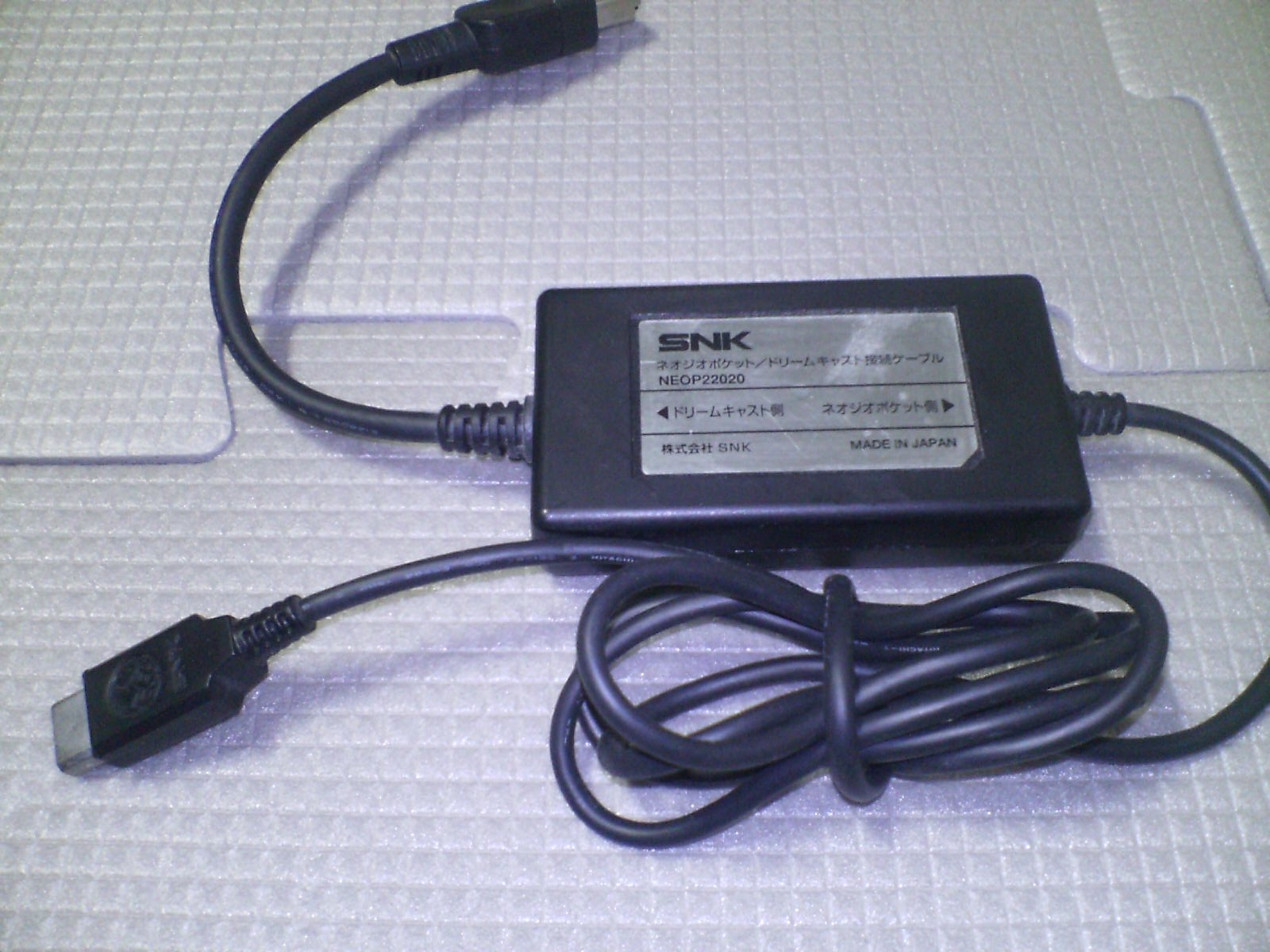
ネオジオポケット接続ケーブル

| 型番       | 名称                                    | 発売元   | 備考 |
| ---------- | --------------------------------------- | -------- | --- |
| ASC-1301P  | アスキーパッドFT                        | アスキー | |
| ASC-1302S  | アスキースティックFT                    | アスキー | |
| ASC-1305   | アスキーミッションスティック            | アスキー | 『エアロダンシング』シリーズ専用。 |
| RU-015     | pop'n music 専用コントローラ            | コナミ   | |
| RU-022     | Dance Dance Revolution 専用コントローラ | コナミ   | |
| TCPP-20004 | 電車でGO!コントローラ                   | タイトー | |
| NEOP22020  | ネオジオポケット接続ケーブル            | SNK      | ネオジオポケット（ネオジオポケットカラー、Newネオジオポケットカラーを含む）とドリームキャストの対応ゲーム間で通信する際に使う。ネオジオポケットの周辺機器に分類される。 |

## ソフトウェア
キラーソフトとして本体と同時期に投入予定だった自社の看板タイトル『バーチャファイター3tb』を除き、ローンチタイトルの多くが発売延期となった。
『セガラリー2』、前機のセガサターンでは発売しなかったセガの看板タイトル『ソニックシリーズ』の新作『ソニックアドベンチャー』を本体発売から1か月後に発売させた。しかし、ハードとソフトの供給の遅れが年末商戦を挟んだ市場形成期の成長に急ブレーキをかけ、その最中に『大乱闘スマッシュブラザーズ』『ファイナルファンタジーVIII』など他ハードでのメガヒットタイトルが発売された事でライトユーザーの購買意欲が消極化した。
1999年下期は『シーマン』『Jリーグプロサッカークラブをつくろう!』『ソウルキャリバー』『バイオハザード CODE:Veronica』など売上本数30万本越えの単発的なヒットはあったものの、ソフト不足に悩まされる状況は変わらず、ハードの売り上げを牽引するキラーソフトの供給が続かなかった。本体の発売当初からその内容が注目を浴びていた『シェンムー』『Dの食卓2』が度重なる延期により1999年12月発売となったことがライトユーザーの関心を失わせた格好となりヒットには至らず、既に確固たる利用者層を積み上げていたPlayStationと2000年3月4日に発売された後継機PlayStation 2の前に再び苦戦を強いられたと同時に、高額の資金を投じた開発費・広告費、値下げの影響で開発コストの回収難に陥ってしまう。
2000年は一部タイトルで、TSUTAYAと提携し東京都内の一部店舗でのゲームレンタル開始や、1 - 2000円前後の廉価で機能限定版（体験版に近い）を販売し、ドリムを用いてアクティベーションの権利を購入（VMに課金データをダウンロード）することで通常版と同等にプレイできるシェアウェア型の「@barai（アットバライ）」というシステムをISAOと共同開発し数タイトル発売し、「@barai」のゲームソフトをゲーム雑誌に付録として提供するなどの試みも行った。『ROOMMANIA＃203』『サクラ大戦』『サクラ大戦2 〜君、死にたもうことなかれ〜』『ファンタシースターオンライン』などセガオリジナルタイトルを中心としてソフトのリリース数は最多となったが、前期に存在した30万本超えのタイトルは1つも無かった。
2001年3月29日、セガを取り巻く情勢を自虐的なパロディとして反映させたシミュレーションRPG『セガガガ』が発売され、これらは1998年の本体発売前の広告内容から続く一連の衝撃的な話題として報道番組や新聞で報道された。なお、同月に発売された『サクラ大戦3 〜巴里は燃えているか〜』（約34万枚）および翌2002年3月発売の『サクラ大戦4 〜恋せよ乙女〜』（約25万枚）がその年の最多売上タイトルとなった。
本体や周辺機器の製造が終了してからも2005年頃までは恋愛ゲーム中心にリリースが続き、恋愛ゲームが発売されなくなった後も、NAOMI基板で出たアーケード用シューティングゲームの移植を中心に年2本程度のペースで新規ソフトが発売されており、新規タイトルが発表になるたびに「ドリームキャスト最後のソフト登場」と話題となる。2007年3月8日にライセンス品として最後のソフトとなる『カラス』が発売された。
当時業務用基板「NAOMI」の責任者を務め、後にセガの社長へ就任する杉野行雄は2020年に「家庭用ゲームハード撤退後もリクエストに応えるような形でタイトルを開発するのではなく、もっと長期的な視野に立ってラインアップを整えるべきだった」と述懐した。
正規ライセンス品ソフトの発売が途絶えた後も非正規ライセンス品のソフトが主に海外で制作されている。

### インターネット接続対応ソフト
オンライン接続対応のゲームソフトにはドリームパスポートの一部機能が制限されたバージョンが本編ディスクあるいは添付の専用ディスクに組み込まれており、ドリームパスポートに入れ替えることなくソフトの公式ホームページを閲覧したり、公開されている専用のセーブデータをダウンロードできるようになっているものもあった。
- オンライン通信対戦に対応したタイトル
  - ファンタシースターオンライン
  - 電脳戦機バーチャロン オラトリオ・タングラム
  - あつまれ!ぐるぐる温泉
  - セガラリー2
- 公式サイト等の閲覧（機能限定版のドリームパスポート）機能を備えたタイトル
  - ソニックアドベンチャー（Part1通常版、インターナショナル版）
  - シェンムー
- コンテンツ（特典）のダウンロード機能を備えたタイトル
  - サクラ大戦3 〜巴里は燃えているか〜

ほか多数
- ゲーム関係以外のインタラクティブ機能を備えたタイトル
  - #マイクロソフト ウェブティービー接続キット
  - JRA PAT for Dreamcast - 競馬のPAT（電話投票）システム
  - 『でじこ』のまいブラ
  - ドリームフライヤー（Dream Flier）- セガによるHTML電子メールの作成・送受信ソフト。ソニックなどの内蔵テンプレートから便箋状の電子メール（いわゆるデコレーションメール）によるコミュニケーションが楽しめる。1999年12月9日発売。
  - クリスマスシーマン 〜想いを伝えるもうひとつの方法〜 - 1999年12月16日から25日の超期間限定発売されたメッセンジャーソフト。
  - ビジュアルパーク（Visualpark）- ドリームアイのバンドルソフトで、ドリームアイで撮影した画像の取り込み・フォトレタッチや、添付メール作成、簡易テレビ電話が可能。
  - #セガカラ for ドリームキャスト

#### @barai
ドリームキャストのソフトには通常版とは別に@barai版が存在する。通常より安く販売されたものと雑誌の付録があった。ある程度まで遊ぶと先に進めたくなるが、追加料金を払い、インターネットからメモリーカードにデータをダウンロードして制限を解除すると最後まで遊べる。このシステムが採用されたのは『エターナルアルカディア』と『ハンドレッドソード』の2作だけで、2002年3月31日にサービスは終了した。

#### MIL-CD対応ソフト
- 北へ。 White Illumination PURE SONGS and PICTURES（1999年6月25日）
- dps「HEARTBREAK DIARY」（1999年7月22日）
- チェキッ娘「チェキッ娘の見るCD」（1999年8月4日）
- Dの食卓2 オリジナルサウンドトラック+MILCD（1999年12月17日）

### 内蔵ソフト
本体の起動時のデモンストレーションは涼しげな音色にあわせてオレンジ色の玉が画面を跳ね回り、最後に渦を巻いて「Dreamcast」と表示され、ゲームソフトか内蔵のシステムソフトが起動する。この起動音は坂本龍一が作曲したもので、その音声はアルバム『CM/TV』に収録されている。
内蔵のシステムモードはドリームキャスト本体のCDドライブのドアを開けている状態か、ドリームキャスト用ゲームソフトが挿入されていない時に起動する。システムモードではビジュアルメモリのデータ管理、内蔵時計の管理、CDプレーヤーがある。CDプレーヤーは画面中央に3DCGのCD（レーベルデザインはオリジナル）が表示され、ドライブの動作に合わせて画面上のCDも動く。ゲームディスクやMIL-CDをセットすると、CD-DA部分（→#GD-ROM）しか再生しないが、一部タイトルでは画面上のCDのデザインがタイトルに関係したピクチャーレーベルで表示される。

### 流通
ドリームキャストはPlayStationの販売方法を徹底的に模倣。卸子会社のセガ・ミューズを通じて「再販売価格維持」、「中古品売買禁止」、「同業者間の在庫転売禁止」の3点を小売店に強制した。当時、SCEが採用したこの販売方法は私的独占の禁止及び公正取引の確保に関する法律（独占禁止法）違反で公正取引委員会と係争中だったが、メーカーの圧倒的支持を受けており、SCEが独占禁止法違反の是非を争っている間にその販売方法を模倣すればスクウェアを始めとする有力メーカーの支持を一気に奪えるという計算が働いたからである。
しかし、1999年11月にセガに対しても独占禁止法違反容疑が表面化した。事件の処理に困ったあげく、2000年8月にはセガ・ミューズの業務を本社に丸投げしてペーパー会社化するという「脱法行為」ギリギリの方法で摘発を逃れて一部から批判を浴びた。

## 生産終了後の展開
2007年12月、セガオブアメリカが「Dreamcast」の商標登録の更新を申請した。一部で「後継機が開発されているのでは」と噂されたが、セガオブアメリカは「登録内容に問題があったためであり、コンソールビジネスに戻る予定は無い」と否定した。
2010年にセガにおいて「セガ・ドリームキャスト復刻プロジェクト」を立ち上げ、ドリームキャストの一部タイトルのPlayStation 3とXbox 360の移植版を製作し、PlayStation StoreとXbox Live Arcade上でダウンロード販売形式で販売・配信が行われている。
復刻（発売）タイトルは以下の通り
- ソニックアドベンチャー（2010年9月29日配信）
- クレイジータクシー（2010年11月24日配信）
- ゲットバス（2011年10月5日配信）
- スペースチャンネル5 パート2（2011年10月5日配信）
- ソニックアドベンチャー2（2012年10月4日〈PS3版〉、同年10月5日〈360版〉）
- ジェットセットラジオ（2013年2月20日）

2014年には本体の劣化したGD-ROMドライブを取り外し、SDカードを利用できるように改造する試みがされている。

## その他

### 広告
セガは倒れたままなのか
ドリームキャストのPRでは、大川功会長が懇意にしていた秋元康を宣伝プロデューサーに招聘。先代のせがた三四郎人気を引き継ぐ形で、ゲーム機そのものよりも出演者のコミカルな演技などインパクトを前面に押し出した様々な展開が図られた。宣伝広告費はセガとしては空前規模の130億円を投じる事になった。
まずティーザー広告として1998年5月21日、22日に新聞での全面広告が打たれた。21日は「セガは倒れたままなのか」のコピーで戦国武将が討ち死にした場面の写真、22日は「11月X日 逆襲へ、Dreamcast」のコピーとともに、討ち死にしたと思われた武士たちが一斉に立ち上がる写真であった。このタイミングでの発売予告はワープの飯野賢治より開発中の『Dの食卓2』を公開するにあたり対応ハードを公表したいとの要請を受けての発表であった［Dの食卓2 発表会で発言（1998年5月23日 東京国際フォーラム〈5000人×2回〉、中継 大阪日本橋NTTなど4か所）］。
湯川専務
同年6月にセガは秋元を社外取締役に選任。6月19日に「湯川専務」シリーズが開始され、小学生のグループ（子役）が「セガなんてだっせーよな!プレステのほうがおもしろいよな!」「帰ってプレステやろうぜー!」などのフレーズを湯川英一に言い放つ自虐的なCMが放送され、話題になった。CMには湯川英一を筆頭とした当時のセガ現役役員が出演し、特に「湯川専務」は役者と見違えるようなコミカルな演技から一躍時の人となった。
この第一弾のCMは事実上プレイステーションとの比較広告であり、登録商標である「プレステ」の使用許諾をSCEから得られたことで実現している。また、その内容自体がかつて「ビデオ戦争」（VHSとベータマックスの規格争い）でソニーが規格争いの敗北を自ら認めた新聞広告（1984年の「ベータマックスはなくなるの?」）と類似した内容であり、関心を引き寄せる一方、皮肉にも発売後のマーケティングの失敗をセガ自らが予見した作品となってしまった。
本機発売直前となる1998年11月にセガ・大川功・秋元康が共同出資し、株式会社エイティーワン・エンタテイメントを設立。秋元が代表取締役社長となり、ドリームキャスト関連の宣伝プロモーションを事実上同社へ移管した。
発売に前後して、1998年10月から1999年3月まで放映されたDAIBAッテキ!!および1999年4月から1999年9月まで放映されたDAIBAクシン!!といった同番組発のアイドルであるチェキッ娘出演番組（事実上の冠番組）の1社提供や、発明BOYカニパンシリーズに約1年間継続してスポンサードを行い、本機発売直前の11月25日には秋元のプロデュースで湯川英一が「湯川専務」名義で日本コロムビアから企画盤のシングルCD「Dreamcast」をリリースした。こうして本機発売前からマスコミに湯川や秋元のインタビューを中心にドリームキャストが取り上げられるなど社会的に話題を作り上げ、てこ入れを行った。
11月27日の発売直後にはジャニーズJr.（当時）の滝沢秀明が湯川専務と共にリヤカーで本機を売り捌く作品も放送された。湯川の執行役員常務への降格に伴い「湯川元専務」シリーズとなり継続したが、1999年春放映の8話で事実上打ち切られた。
謎の後藤喜男
1999年6月の本体希望小売価格値下げ発表後、新たに「後藤喜男」なる中年男性が出演し、コンパを盛り上げるシチュエーションのCMが放映されたが、「ゴトウヨシオ」の名前をアピールするだけの内容であり謎めいていた。同年11月3日には「後藤喜男と悪いお友達」名義でMCAビクターからCMソングを収録したシングルCD「僕の名前を知ってるかい?」が発売されている。
後藤喜男は制作プロダクションジョイマンの代表者兼プロデューサーで、秋元康の知人という間柄だった事が明らかにされている。これ以降、本体のTVCMは制作されなくなり、TVCMはソフトタイトルのみとなる。
その他
ヨーロッパではイングランドプレミアリーグのアーセナルFCとリーグ・アンのASサンテティエンヌのスポンサーとなり、胸にDreamcastのロゴを入れていた。
1998年10月から2000年にかけて、セガ提供のテレビ番組のクレジットは「SEGA」ではなく「Dreamcast」だった。
中裕司によれば、ドリームキャストは毎週夜遅くまで開催されるDTM（ドリームチームミーティング）でネーミング、形状、機能やブランディング等ほぼすべてを決めていました。色んなインスピレーションが湧くようにと毎回違った場所に集まって色々なゲストの方にも参加して頂き話あって作っていったと明かしている。

### 関連商品
専門誌
- ファミ通DC - エンターブレイン刊。本誌刊行時、エンターブレインはCSK・セガグループ傘下だったため本誌がオフィシャル誌だった。休刊後3冊のDC関連の増刊号を経て、ほぼ同じ編集スタッフで「ファミ通Xbox」（後のファミ通Xbox360）を立ち上げ、現在に至る。
- Dreamcast Magazine - ソフトバンクパブリッシング（後のソフトバンククリエイティブ）刊。『ドリマガ』への誌名変更を経て、総合誌『ゲーマガ』にリニューアルし、現在に至る。
- ドリームキャストFAN - 徳間書店インターメディア刊
- 電撃Dreamcast - メディアワークス刊
- Dreamcast PRESS - 毎日コミュニケーションズ刊

### 問題点

#### 違法コピー
一部ユーザーがブロードバンドアダプタとMIL-CDのデータ部分を利用し、ゲームデータをCD-Rにコピーしたディスクを動作させることに成功したことで、それまで本体にはんだ付けを施し、シリアル接続で数十時間掛けてバックアップを行っていたものが、僅か10分程度でバックアップが行えるようになった。これはコピーディスクを違法に流通させるきっかけとなった。
そのため、セガはMIL-CD機能の悪用による違法コピー対策として、2000年12月28日以降に出荷された製品をMIL-CD非対応とした。この厳密な時期は定かではないが、概ね11月1日の社名変更のタイミングと重なっている。そのため、本体ケース底面に書かれている社名によって推測する事ができる（ただし、一般にケースよりメインボードの製造が後のため、中身が交換されていなくても必ずしも正確に推測できるわけではない）。また、対応品をセガに修理に出した場合、非対応品にされて戻される事例も存在した。
両者の判別は新品であれば可能で、いわゆる湯川専務バージョンはMIL-CD対応品で、末期に製造されたロットは外箱に「MIL-CD非対応」と明記されている。しかし、中古品販売で入手するしかない現状では、外箱と中身が一致しているとは限らないため、本当に対応品かそうでないかを見分けるのは難しい。販売店によっては、対応品かどうかを独自にチェックし、その旨を表示して販売しているところも存在する。
例外的に、ドリームキャストR7は末期の製造ながら、初期ロットの在庫処分のためMIL-CD対応であり、箱にも明記されている。ただし、流通量は少ない。
また、「MIL-CD非対応」と外箱に明記された物でも、海外仕様（一般に、海外仕様のものには非対応品は存在しない）のものを国内向けに変更したリアセンブル版や、故障品のパーツを再組立した再生品（もともとが故障品のパーツの寄せ集めであり、部品精度の検証が不足していたために、出荷分の初期不良率は異常に高かった）を中心に、実際はその多くは対応機であり、全体の生産量からするとMIL-CD非対応機はごく一部でしかない（日本国内分でさえ1割にもはるかに満たない）。また、非対応品とされたモデルに関しても対応モデルの結線を取り外しただけという場合もあり、その場合は再度結線を施すことによりMIL-CD対応として動作が行える。

### 評価
市場での敗因としてまず第一に、コントローラーの使い勝手の悪さと耐久性が挙げられる。独特の形状に加えそれまでの一般的なハードと異なりコントローラーの下からコードが伸びる仕様であり、ソフトのプレイ環境によっては1か月も持たずに破損するなどユーザーからは極めて不評であった。改善の要望は多かったが、メーカー側も応えることはなかった。
次にPlayStation 2との勝敗を分けた要因として、ソフトの後方互換性が挙げられる。セガもメガドライブまでは後方互換性を重視していた。SG-1000ソフトはマークIII、マークIIIソフトはメガアダプタを介してメガドライブで遊ぶことができた。セガサターンから後方互換機能はなくなり、DCもセガサターン用のソフトは使えなかったが、PS2がPS用ソフトのほとんどをプレイできる仕様だった。
ドリームキャストに後方互換性を持たせなかったのは、セガサターンが設計上、マルチプロセッサ機能を持っていた事に起因する。サターンと後方互換性を持たせようとすると処理チップ数が増加し、コストが高くなるという問題を孕んでいた（尚、PS2はI/OプロセッサとしてPSのCPUを搭載させることによりこの問題を解決させている）。。
既に多くのサターンのソフトがPSへ移植されていたが、DCそのものにはキラーソフトが少なく、その一方でまだ市場が残っていたサターンへのソフト供給が途絶えてしまったことから、これを転機としたユーザ離れを引き起こすことになってしまった。セガサターンからドリームキャストの変更によるメーカー側の開発難航が供給低下の原因にあることも見逃すことができない。Windowsと互換性がありソフトの製作のハードルは低かったものの、立ち上がりのつまづきがサードパーティーを消極的にしソフトメーカーの参入が伸びなかった。
PS2が商業的に成功した要因として、PS用ソフトのほとんどがそのままプレイできる後方互換性を有するうえ、コントローラのボタン数やデザインも従来どおりだったため、PSから親しんできたユーザにとっても何の抵抗もなくプレイできたことにある。また、セガサターン純正のコントローラは、後に同形のコントローラーパッドがPS2用およびパソコン用で販売された経緯がある。それに慣れ親しんだユーザにとっては、ドリームキャストの純正コントローラは前述のように使い勝手が悪く、コードが下部から付いているので腕に対する負担が少ないが、長さが足りなかった。見た目よりは軽量だが、メモリカード等を装着すると当然重量は増加し、長時間プレイすると腕に対する負担が大きかった。これはプレイヤーの使用しないポートのコントローラーなどにメモリカードを挿すことなどによってある程度は回避可能だが、実際にはソフトの多くはポートAの1番スロットにしか対応していないなど、不備も目立った。
PS2はDVDプレーヤーとしても機能することがPS2のシェア拡大に少なからず貢献し、結果としてDVD-Video視聴環境の普及にも大きく貢献することとなったが、ドリームキャストでは独自の規格であるGD-ROMドライブを搭載していたためにDVDビデオの視聴は不可能だった。この点に関して、ドリームキャスト開発当時はDVDドライブがまだ高価で、コスト面での不利から搭載を見送られていた。末期には外付けのDVDドライブの開発が検討されたこともあったが、製造中止に伴って立ち消えとなっている。GD-ROMは、ドリームキャスト発売当時としては容量も十分なものだったが、DVDが普及するにつれて、記録容量、ドライブの製造コスト、ディスク単価、市場でのシェアなど、どれをとってもDVDに対し劣るものとなっていた。しかし、GD-ROMに関してはアーケードのNAOMIに互換性を持たせるための設計であり、開発、移植を容易にするという観点でアーケード業界においては成功を納めた。
PS2やNINTENDO 64に対し優位に立つかに思えたインターネット機能の標準搭載も、対応ゲームの少なさや発売の遅さ、深夜から朝のラッシュアワー限定で利用できるテレホーダイ以外の手段による通信料金定額の未整備ゆえに、優位性が充分に発揮されないまま終わってしまった。ドリームキャスト発売当時は電話回線を使用したダイヤルアップ接続が主流であり、通信にかかる費用はユーザにとって決して軽いものではなかった（標準モデルはモデム接続のみのため、東西NTTのISDN回線による通信費パック料金制のアイ・プランや完全定額のフレッツ・ISDNを用いるためのデジタル接続も不可であった）。しかも、日本の一般家庭でのインターネット接続環境は2000年以降ブロードバンドの商用化によって急速に普及し始めたためモデムが邪魔者になってしまった、という悪条件が追い討ちをかけた。
後に販売されたブロードバンドアダプタに関しても当時の流通の主流であったゲームショップへの流通は後回しとなり、一般ユーザーには敷居の高い通販や代理店となったISPからの購入を行うしか入手が行えなかった。また、それまで販売されていたゲームソフト及びインターネットサービスはダイアルアップを前提としたサービスとなっており、ゲーム側でもLANアダプタに対応を行う必要があったが、ブロードバンドアダプタが販売された当初は対応したゲームが一つも存在しておらず、対応したゲームソフトは2000年10月15日発売で既存ゲームのリニューアル版の『あつまれ!ぐるぐる温泉BB』の登場を待つこととなり、リニューアルではなく本格的に対応を行ったゲームは2000年12月21日発売の『ファンタシースターオンライン』の登場を待つこととなった。その後販売されたゲームは概ねブロードバンドアダプタ対応となったものの、開発時期の都合から対応されていないものもあり、販売済みのゲームについても対応は取られなかった。また、発売当初はセガ公式のドリームライブラリやインターネットブラウザも対応していなかった。当時のドリームパスポート3のウリとなっている「ch@b talk」や「どこでもチャット」も対応しておらずチャットが行えないこと、当時唯一のメーカーによるゲームアーカイブシステムドリームライブラリも非対応となり、発売時点ではほとんど用途がなく、事実上IRCチャットを行うためだけの機能となっていた。価格も当時の本体定価が1万9980円のところ、ブロードバンドアダプタは別売りで9980円で、最終販売時期に至っては本体価格とブロードバンドアダプタが同額になってしまったことなども普及の妨げになった。対応ゲームが存在しないことについては各メディアでも良い見解は持っていなかった。
一方でアーキテクチャ自体は評価が高く、ほぼ同設計の業務用基板「NAOMI」が長く現役であったほか、サミーの業務用基板「ATOMISWAVE」にもその構造が転用され、こちらも北米等で長く活躍した。

### GPU
前述の通り、ドリームキャスト用のGPUとしてはPowerVR2が採用されているが、開発の初期段階ではNVIDIAと共同開発を行っていた。元々セガとNVIDIAは、『バーチャファイター』等のアーケードゲームをPCに移植するにあたり、NVIDIAが開発した『NV1』をグラフィックアクセラレータとして使用するなどのつながりがあった。このため、ドリームキャストではNV1の後継に当たる、通称『NV2』と呼ばれるチップが開発される予定だった。NV2は、GPUで一般的な「三角形ポリゴン」ではなく「四角形ポリゴン」を採用するという野心的な設計だったが、結果的にこれが判断ミスで開発が大幅に遅延し、ハードの発売に間に合わないと判断したセガは計画を中止した。この結果NVIDIAは一時経営危機に陥るが、セガからの追加出資やNVIDIA RIVAシリーズのヒットなどで窮地を脱し、その後大企業へと成長する。